# Circunvalação

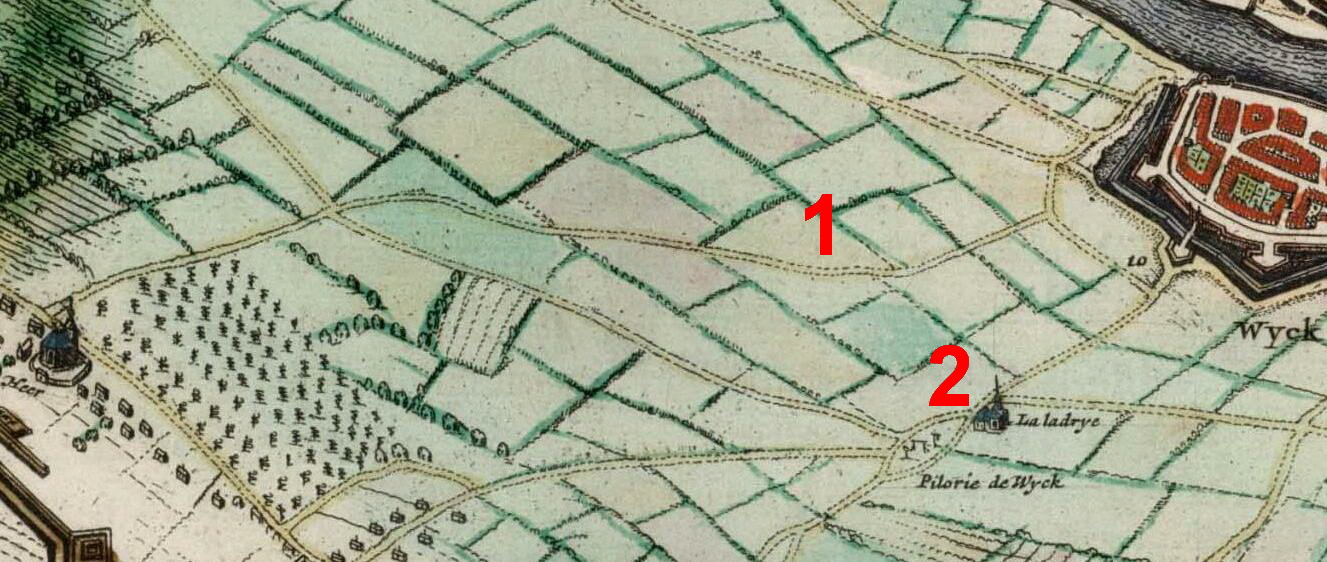
Circunvalação sendo mostrada por meio de um mapa

Circunvalação (em latim: Circumvallatio) é uma técnica militar de cerco, utilizada em guerras históricas e modernas, que consiste na construção de uma rede dupla de fortificações: uma interior, que bloqueia a fortificação inimiga alvo do cerco (linhas de circunvalação); uma exterior, que protege o exército atacante de possíveis reforços (linhas de contravalação). 
Normalmente a decisão de circunvalar é tomada no decurso de um cerco, sob ameaça de chegada de reforços. Em consequência, as linhas de circunvalação e contravalação são construídas com materiais locais, frequentemente madeira ou terra. Esta táctica traz a vantagem táctica de poder retirar tropas do esforço de cerco à fortificação inimiga e redirecioná-las para a defesa do exército. É no entanto uma táctica perigosa, uma vez que expõe o próprio exército atacante a um cerco.

## Exemplos de circunvalação
- Batalha de Alésia (52 a.C.), durante as guerras gálicas.
- Batalha de Agrigento (261 a.C.), durante a primeira guerra púnica